# Királyleányka

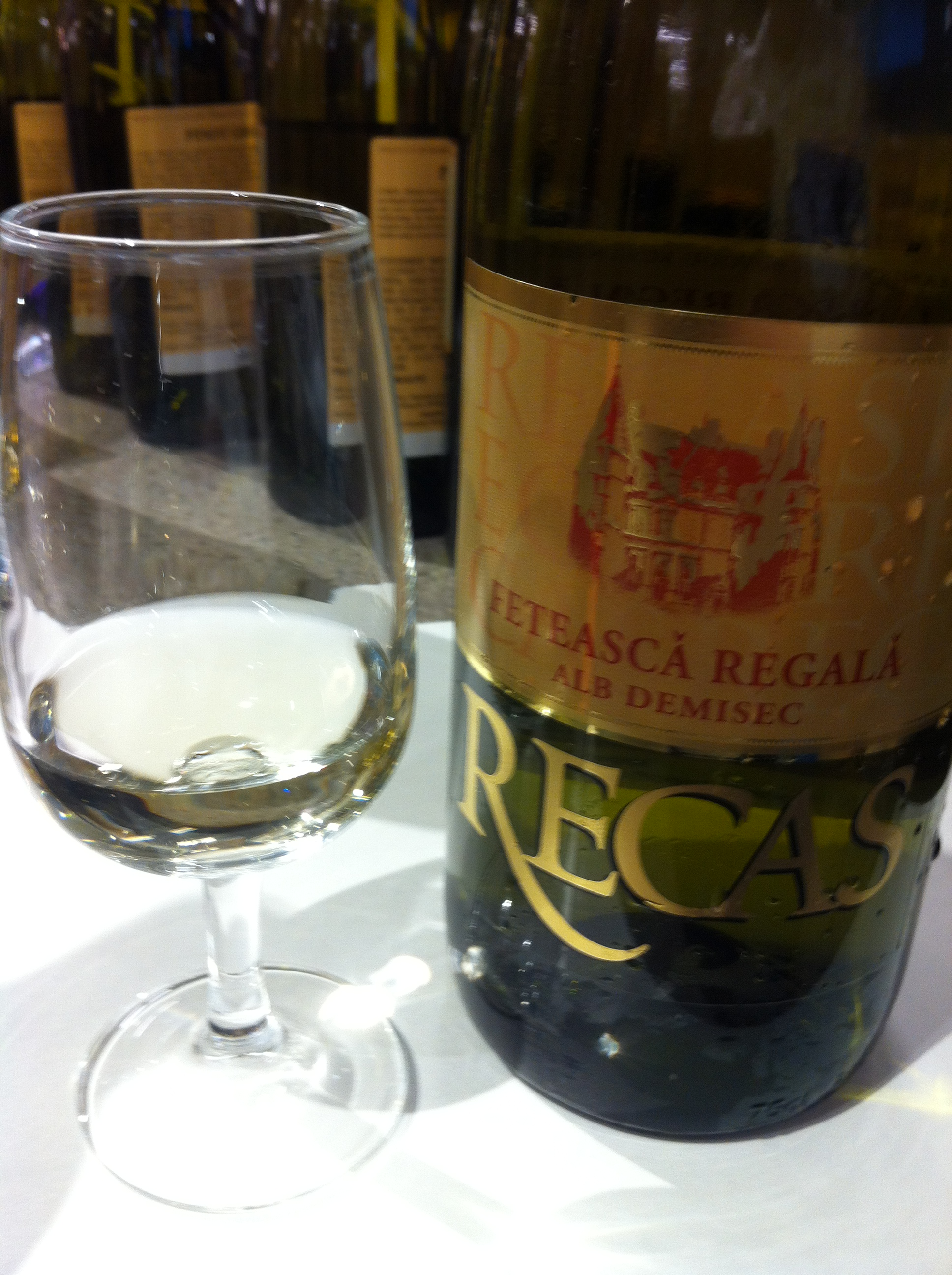
Fetească regală uit Roemenië

Királyleányka (Hongaars) of Fetească regală (Roemeens) is een druivenras dat oorspronkelijk afkomstig is uit Transsylvanië, dat vroeger deel uitmaakte van het grote Hongaarse rijk. De naam betekent "koningsdochter". Over het algemeen wordt aangenomen dat deze druif een kruising is tussen de Kövérszőlő en de Leányka. 
De wijnstok heeft een sterke groei. De bladeren zijn donkergroen, middelgroot, breed en glad. Het blad is vettig glanzend, niervormig, en gelobd.
De compacte druiventrossen zijn klein, geschouderd, compact, kegelvormig en hebben een gemiddeld gewicht van 100 g. De druiven zijn klein, witachtig groen tot asgrauw, sappig en hebben een licht muskaataroma. Ze rijpen eind september, ze zijn overvloedig (opbrengst gemiddeld 10-14 t/ha), maar ze zijn jaar- en oogstgevoelig .
Van deze witte druif maakt men verfrissende en licht geparfumeerde wijnen. De druif wordt in Hongarije vooral verbouwd in de wijnregio's Eger, Balatonboglár, Mecsekalja, Pannonhalma-Sokoróalja, Ászár-Neszmély en Mátra. De wijn heeft een discrete muskaatgeur of bloemengeur (jasmijn, petunia, anemoon), delicaat, harmonieus, vol van smaak. Aanbevolen consumptie bij vis- en champignongerechten, lichte kazen. 